# Barbona
Barbona település Olaszországban, Veneto régióban, Padova megyében. Lakosainak száma 585 fő (2023. január 1.). Barbona Rovigo, Vescovana, Lusia és Sant’Urbano községekkel határos.

## Népesség
A település népességének változása:
| Lakosok száma | 658  | 648  | 585  |
|               | 2017 | 2018 | 2023 |